# 8145 Valujki
8145 Valujki è un asteroide della fascia principale. Scoperto nel 1983, presenta un'orbita caratterizzata da un semiasse maggiore pari a 2,7586565 UA e da un'eccentricità di 0,2371128, inclinata di 8,79006° rispetto all'eclittica.